# 京都市立池田小学校
京都市立池田小学校（きょうとしりつ いけだしょうがっこう）は、京都府京都市伏見区醍醐鍵尾町にある公立小学校。

## 沿革
出典
- 1973年（昭和48年）9月1日 - 醍醐小学校池田分校として開校。
- 1974年（昭和49年）4月1日 - 醍醐小学校より分離・独立し、京都市立池田小学校開校。
- 1975年（昭和50年）
  - 3月7日 - 校歌制定。
  - 3月16日 - 池田通学橋完成。
- 1978年（昭和53年）4月1日 - 東門新設。
- 1983年（昭和58年）
  - 4月3日 - 池田東分校開校。
  - 11月19日 - 創立10周年記念式典挙行。
- 1984年（昭和59年）4月3日 - 東分校が、池田東小学校として、分離・独立開校。
- 1992年（平成4年）
  - 3月28日 - 夜間照明設備完成。
  - 5月24日 - 池田地域文化センター開設。
- 1993年（平成5年）11月20日 - 創立20周年記念式典挙行。
- 1994年（平成6年）10月18日 - コンピュータ室新設。
- 1997年（平成9年）6月1日 - 体育館竣工式挙行。
- 1998年（平成10年）11月30日 - 開校25周年記念誌発行。
- 1999年（平成11年）4月1日 - 育成学級新設。
- 2000年（平成12年）10月31日 - ことばときこえの教室増設完了。
- 2002年（平成14年）12月1日 - 南校舎耐震補強工事完了。
- 2003年（平成15年）10月25日 - 創立30周年記念式典挙行。
- 2008年（平成20年）5月 - プール改修完成。
- 2013年（平成25年）9月27日 - 創立40周年記念式典挙行。
- 2019年（平成31年）2月 - 通学路ブロック塀撤去。フェンス改修完成。
- 2022年（令和4年）3月 - 体育館屋根改修工事完了。
- 2024年（令和6年）
  - 1月19日 - 創立50周年記念式典挙行。
  - ３月 - 北校舎トイレ改修工事完了。

## 歴代校長
- 初代校長 平尾 五百三
- 現校長 山崎 浩二

## 委員会
- 園芸
- 給食
- 児童会
- 図書
- 掲示
- 美化

## クラブ活動

### 運動部
- サッカー
- バスケットボール
- バレーボール
- 卓球
- 相撲
- 陸上
- イダテン

### 文化部
- 音楽
- 多文化
- 英語

## 学校周辺
- 京都市立栗陵中学校 - 市道をはさんで、敷地が隣接。かつ、主な進学先中学校。
- 山科川 - 校地のすぐ西側を流れる。
- 万千代川 - 学校付近で、山科川に合流する。
- 京都市立鍵尾公園 - 市道をはさんで、敷地が隣接。
- 醍醐総合庁舎
  - 京都市伏見区役所醍醐支所
  - 京都市消防局伏見消防署醍醐消防分署
- 京都近畿情報高等専修学校
- 伏見東郵便局
- 京都市営地下鉄東西線 - 線路は学校のそばを通る京都市道の地下を通るが、 醍醐・石田両駅は、少し離れている。

## アクセス
- 京都市営地下鉄東西線
  - 醍醐駅（出口1）から、徒歩約600m・約9分。
  - 石田駅（出口4）から、徒歩約750m・約11分。

## 通学区域が隣接している学校
- 京都市立醍醐西小学校
- 京都市立池田東小学校
- 京都市立春日野小学校
- 京都市立栄桜小中学校